# Ескадрені міноносці типу «Зумвольт»
«Зумвольт» — інноваційні багатоцільові есмінці ВМС США, побудовані із широким використанням технологій зменшення радіолокаційної помітності та призначені для боротьби з ворожою авіацією, підтримки військ з моря, ударів по наземних цілях. Головний корабель серії, названий на честь адмірала Елмо Р. Зумвольта був спущений на воду 29 жовтня 2013-го.
24 квітня 2020 року в Сан-Дієго відбулась церемонія офіційного введення до бойового складу ВМС США головного ескадреного міноносця нового покоління USS Zumwalt (DDG1000).

## Історія

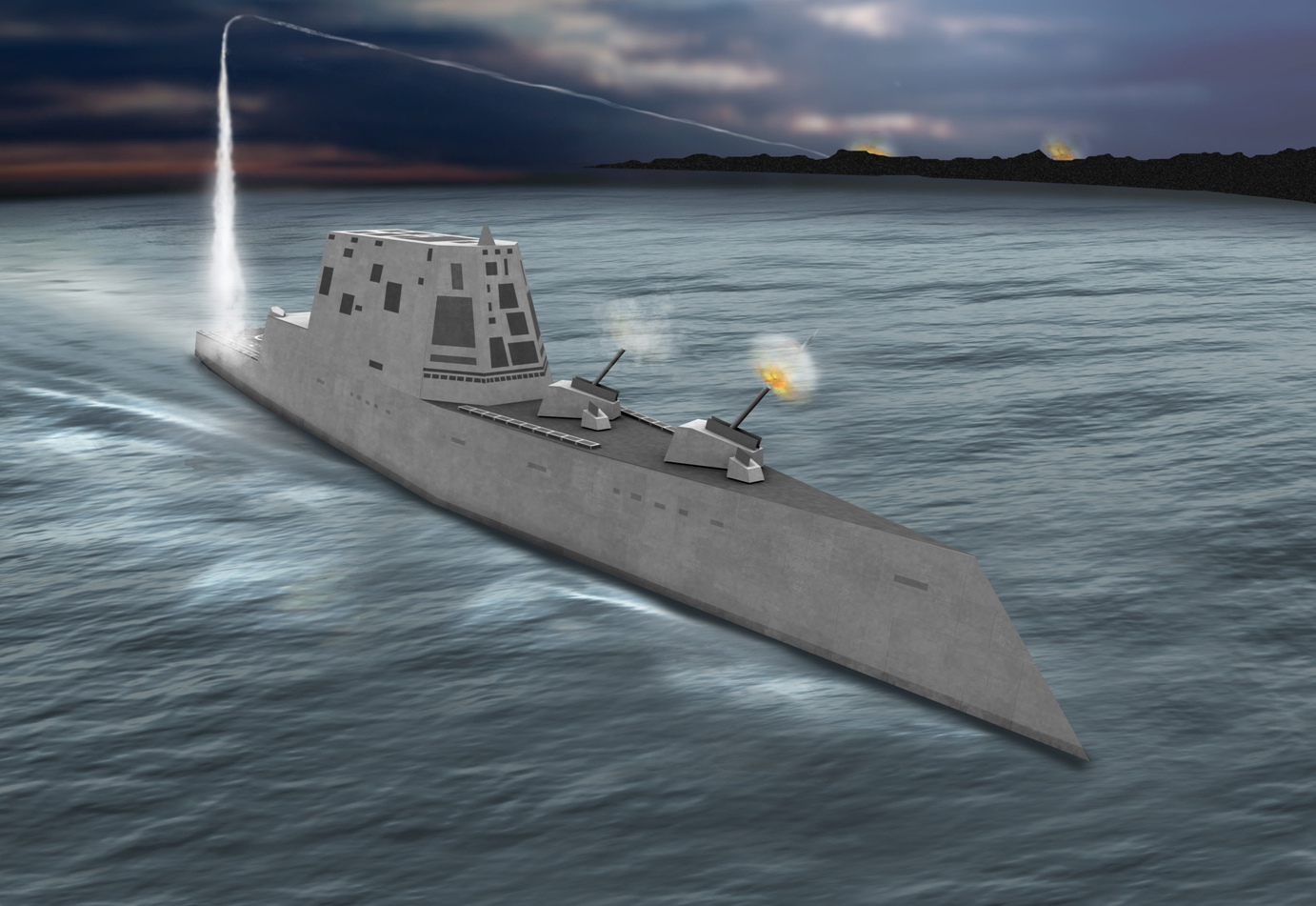
Концепція есмінця DDG-1000

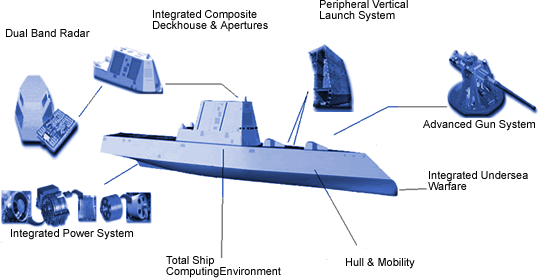
Концепція есмінця DDG-1000

Одночасно із прийняттям до складу флоту есмінців класу Arleigh-Burke була започаткована програма по проектуванню нового покоління кораблів SC-21 (Surface Combatant, 21st Century), за якою розпочали розробляти перспективний есмінець DD-21. Компанії Lockheed Martin і Raytheon розпочали розробку двох конкурентних проектів, які мали б бути реалізовані 2008 р. У травні 2001 програму було зупинено задля розробки меншого варіанту корабля DD(X). 30 листопада 2001 було оголошено новий конкурс, який виграла корпорація Northrop Grumman.
Есмінці класу Zumwalt повинні були замінити есмінці класу «Арлі Берк», однак через їхню високу вартість, можливість враження ракетами, можливо, буде продовжено виготовлення дешевших модифікованих есмінців класу «Арлі Берк». Крім того сенатори, конгресмени з штатів, що втратили б замовлення на корабельнях через проект DDG-1000, погрожували заблокувати виділення коштів на нього. Спочатку було заплановано збудувати 32 кораблі даного класу. Згодом через високу вартість і бюджетні обмеження кількість зменшували до 24, 7 кораблів. Через значну кількість новітніх технологій, матеріалів 2007 було виділено кошти на один есмінець-прототип DDG-1000 заради перевірки боєздатності принципово нового корабля, адже ВМФ підтвердив можливість враження корабля літаками, балістичними ракетами.
Остаточно у липні-серпні 2008 було виділено 2,6 млрд. доларів на будівництво ще 2 есмінців даного класу. Головний есмінець серії Zumwalt повинен бути прийнятий на озброєння 2015 р. Будівництво есмінців буде проходити на корабельнях Bath Iron Works і Northrop Grumman Shipbuilding. Повну вартість експлуатації одного есмінця оцінюють у 4,0 млрд доларів. 2006 було оголошено про присвоєння головному есмінцю серії назви USS Zumwalt, другому USS Michael Monsoor на честь морського котика Майкла Мансура, який загинув в Іраку.

## Кораблі проєкту
- Есмінець проекту DDG-1000 «Zumwalt» був закладений 17 листопада 2011 на корабельні Bath Iron Works компанії General Dynamics, спущений на воду 28 жовтня 2013 із завершенням добудови 2014 і прийняттям до флоту 2015. 24 квітня 2020 року в Сан-Дієго відбулась церемонія офіційного введення до бойового складу ВМС США головного ескадреного міноносця нового покоління USS Zumwalt (DDG1000)[1].
Рішення про введення до бойового складу прийнято після введення в дію основних бойових систем корабля. Проте Zumwalt залишається у складі 1-го дослідного дивізіону надводних кораблів (Surface Development Squadron 1 — SURFDEVRON) Тихоокеанського флоту ВМС США[1].
Для досягнення початкової оперативної готовності та зарахування безпосередньо до бойового складу флоту, корабель ще пройде комплексні морські випробування[1].
Наприкінці квітня-початку травня 2022 року пройшов перші навчання із застосуванням ракетного озброєння. Були здійснені пуски ракет Evolved Sea Sparrow Missile Block 1 (ESSM) (RIM 162D) та Standard Missile 2 (SM-2)[2].
- Есмінець проекту DDG-1001 «Michael Monsoor» був закладений 23 травня 2012 на корабельні Bath Iron Works компанії General Dynamics, спущений на воду 18 червня 2016 року[3].
- Есмінець проекту DDG-1002 «Lyndon B. Johnson» був закладений 4 квітня 2013 на корабельні Bath Iron Works компанії General Dynamics і має бути добудованим 2018.

## Конструкція

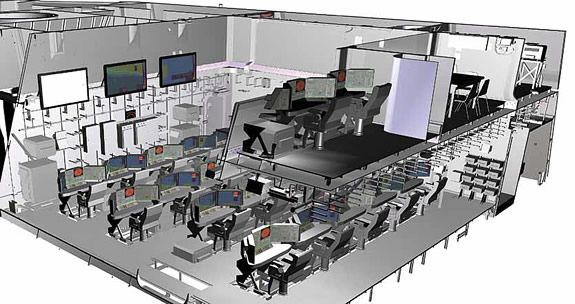
Центр управління есмінців DDG-1000

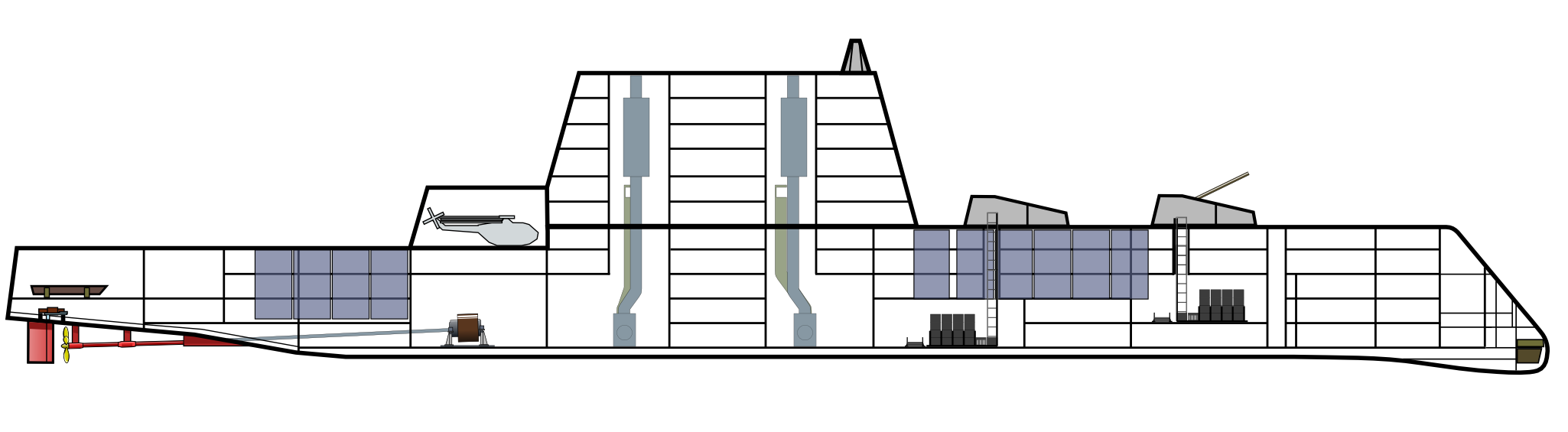
Поздовжній переріз есмінців класу Zumwalt

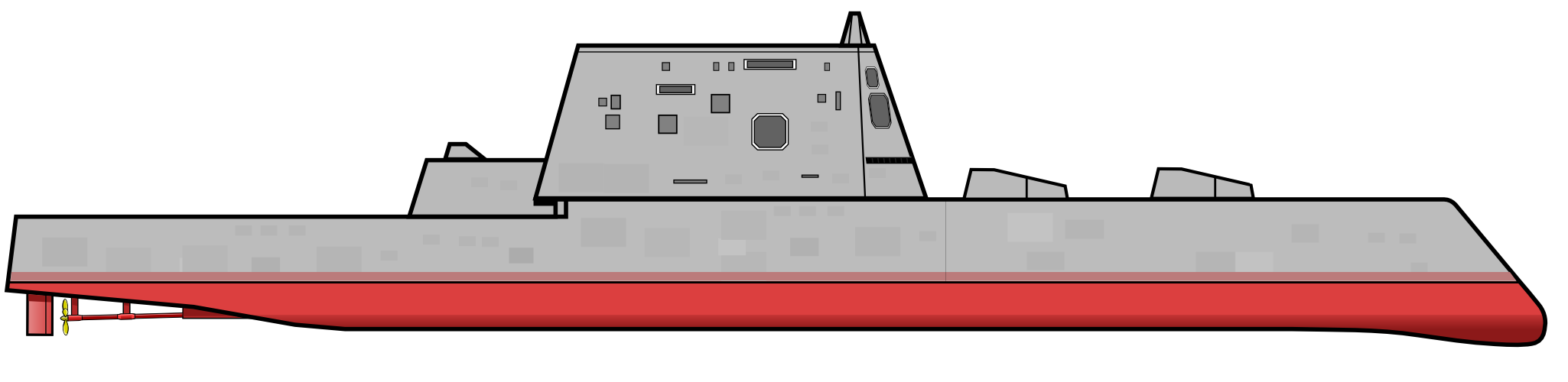
Схема есмінців класу Zumwalt

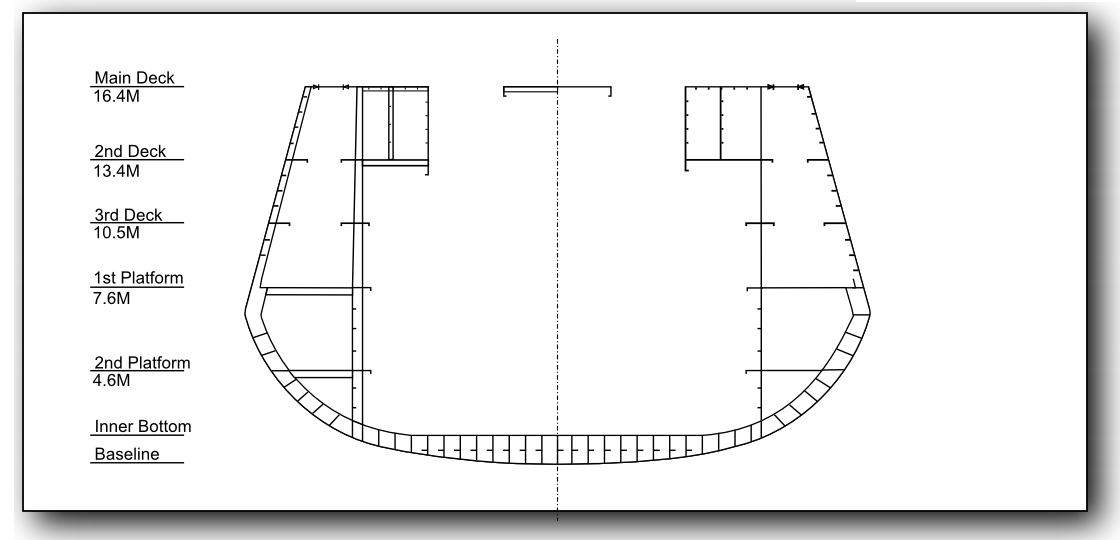
Поперечний переріз есмінців класу Zumwalt

Есмінці класу Zumwalt є найбільшими есмінцями з водотоннажністю 15.656 т, що були збудовані для ВМФ США. Значна частина корпусу збудована з композитних матеріалів з покриттям за технологією Stealth з мінімальним ЕПР, акустичним, тепловим, електро-магнітним випромінюванням. Це ускладнює їхнє виявлення і враженням сучасними засобами. Крім найновіших систем озброєнь на них застосовано передові ІТ-технології, програмне забезпечення з інтеграцією усіх електронних елементів конструкції і максимальною автоматизацією усіх процесів (total-ship computing system).
Оскільки корабель має незвично малу ефективну площу розсіювання, як для човнів такого класу (на цивільних радарах він виглядає як човник 12-15 м завдовжки), для поліпшення безпеки в умовах миру на кораблі додатково встановлюють циліндричні металеві конструкції, що поліпшують його видимість на цивільних радарах (особливо в умовах щільного туману).
Має корпус на 30 м довший і на 5 м ширший за попередника класу «Арлі Берк» та має водотоннажність 14500 т замість 9000 т. Це наближує його до першого ракетного атомного крейсера USS Long Beach (CGN-9). Бічні борти нахилені до середини з вузькою носовою частиною, що дозволяє зменшити шуми під час руху. Обриси максимально чисті, без виступаючих частин задля зменшення ймовірності виявлення РЛС.
На кораблях має бути встановлено 2 турбіни Rolls-Royce MT 30 потужністю по 35 МВт і дві турбіни Rolls-Royce потужністю по 4 МВт. Вали гребних гвинтів приводять в рух два електромотори Curtiss-Wright . Таким чином вони мають повністю електричний привід.
Основою озброєння есмінців класу Zumwalt є система вертикального запуску (англ. Peripheral Vertical Launching System) з 20 модулів MK 57 VLS (80 комірок). На відміну від застосовуваної зараз системи Mk 41 будуть застосовані модулі MK 57 VLS з 4 коморок по краю палуби вздовж бортів, що зменшує ймовірність знищення всієї системи внаслідок попадання ворожої ракети. У них передбачається застосовувати зброю типу BGM-109 Tomahawk для враження наземних цілей, зенітні ракети RIM-162 Evolved Sea Sparrow Missile (ESSM), дві 155-мм корабельні гармати Advanced Gun System концерну BAE Systems. Під ними у автоматичному сховищі розміщено 600 набоїв. Ще 320 набоїв розміщено у іншому сховищі, звідки гармати доводиться вручну. Два 57-мм зенітно-артилерійські комплекси Mk 110 Mod 0 Naval Gun System концерну Bofors), призначені для знищення малих об'єктів на воді та протикорабельних ракет. Передбачені місця для торпедних апаратів, від встановлення яких згодом відмовились.
В ангарі розміщено гелікоптер Sikorsky UH-60 Black Hawk і три дрони Northrop Grumman MQ-8 або два UH-60 Black Hawk. На кормі встановлено два човни для командос.
На есмінцях класу Zumwalt встановлено два нові радари. Дводіапазонний Dual Band Radar (DBR) замінює до 10 старих РЛС антен. Система DBR складається з радарів мікрохвильового AN/SPY-3 і пошукового S-радара. Вони призначаються для виявлення низьколітаючих і наземних цілей, їхнього точного відстеження. Вони збудовані на основі технології активної фазованої антенної решітки. У червні 2010 було вирішено встановити новий радар, що дозволить використати есмінці Zumwalt для протиракетної оборони.
На кораблі розміщено 16 незалежних серверних кімнат — «електронних модульних приміщень» (англ. Electronic Modular Enclosures« (EME)) (12 м × 3,5 м × 3 м) для обробки інформації у 235 серверах.